# نيلسون كروز (لاعب كرة قاعدة دومينيكاوي)
نيلسون كروز (بالإنجليزية: Nelson Cruz)‏ هو لاعب كرة قاعدة دومينيكاوي، ولد في 13 سبتمبر 1972 في بويرتو بلاتا في جمهورية الدومينيكان.

## وصلات خارجية
- نيلسون كروز على موقع دوري كرة القاعدة الرئيسي (الإنجليزية)
- نيلسون كروز على موقعبيزبول رفرنس.كوم (الدوري الرئيسي) (الإنجليزية)
- نيلسون كروز على موقعبيزبول رفرنس.كوم (الدوري الثانوي) (الإنجليزية)
- نيلسون كروز على موقع إي إس بي إن.كوم (أم.أل.بي) (الإنجليزية)
- نيلسون كروز على موقع مشجعي الرسوم البيانية (الإنجليزية)